# Grb Srbije in Črne Gore
Grb Srbije in Črne Gore vsebuje ščit na katerem je srbski orel (dvoglavi bel orel rodbine Nemanjić), na katerem je še en ščit, ki ga sestavljata srbski križ in črnogorski lev. Grb je služil kot državni simbol Srbije in Črne Gore (Federativne Republike Jugoslavije do leta 2003).